# Природжений лиходій
Природжений лиходій (англ. Born Villain) — американський короткометражний фільм, режисером якого став актор Шайа Лабаф. Стрічка є промо-трейлером до Born Villain, восьмого студійного альбому гурту Marilyn Manson. У відео можна почути пісню «Overneath the Path of Misery».
Ідея зйомки з'явилася після того, як Менсон та Лабаф познайомилися на концерті The Kills. Актор, який «завжди захоплювався» співаком, запропонував стати режисером наступного кліпу гурту. Щоб переконати Менсона, Лабаф показав йому відео американських реперів Кіда Каді та Cage «Maniac», яке він зрежисував. 17 серпня Фред Саблан оприлюднив посилання на офіційний сайт фільму через свій обліковий запис у Твіттері.
Менсон та Лабаф працювали над відео впродовж липня 2011 р. Стрічка цитує багато «дуже напружених, графічних образів» з кількох джерел, зокрема фільм Алехандро Ходоровскі 1973 р. Свята гора, короткометражний фільм Бунюеля та Далі 1929 р. Андалузький пес, Шекспіра та теологію. Режисер пояснив: «Ми намагалися зробити менсонівський Андалузький пес, моторошний Макбет — свого роду, те чим все це й стало». Наступного місяця вебсайт фільму анонсував, що 28 серпня 2011 р. у театрі L.A. Silent Theater відбудеться прем'єрний показ відео. DVD з фільмом увійшов до книги Кампанія, яка стала перепусткою на автограф-сесію та приватний показ фільму 1 вересня 2011 р. в книгарні Hennessey & Ingalls, що у Голлівуді.

## Знімальна група
- Шайа Лабаф — режисер, сценарист
- Кріс Джіамальво — художник-постановник
- Мерілін Менсон — актор, сценарист
- Міс Креш — акторка
- Фред Саблан — актор
- Ешлі Адаір — акторка